# Gavial du Gange
 (novembre 2024).
Si vous disposez d'ouvrages ou d'articles de référence ou si vous connaissez des sites web de qualité traitant du thème abordé ici, merci de compléter l'article en donnant les références utiles à sa vérifiabilité et en les liant à la section « Notes et références ».
Gavialis gangeticus
Espèce
Synonymes
- Lacerta gangetica Gmelin, 1789
- Crocodilus gavial Bonnaterre, 1789
- Crocodilus longirostris Schneider, 1801
- Crocodilus arctirostris Daudin, 1802
- Crocodilus tenuirostris Cuvier, 1807

Statut de conservation UICN

 CR A2bc; C1 : 
En danger critique
Statut CITES
Gavialis gangeticus, le Gavial du Gange, est une espèce de crocodiliens de la famille des Gavialidae. C'est la seule espèce actuelle du genre Gavialis.

## Description

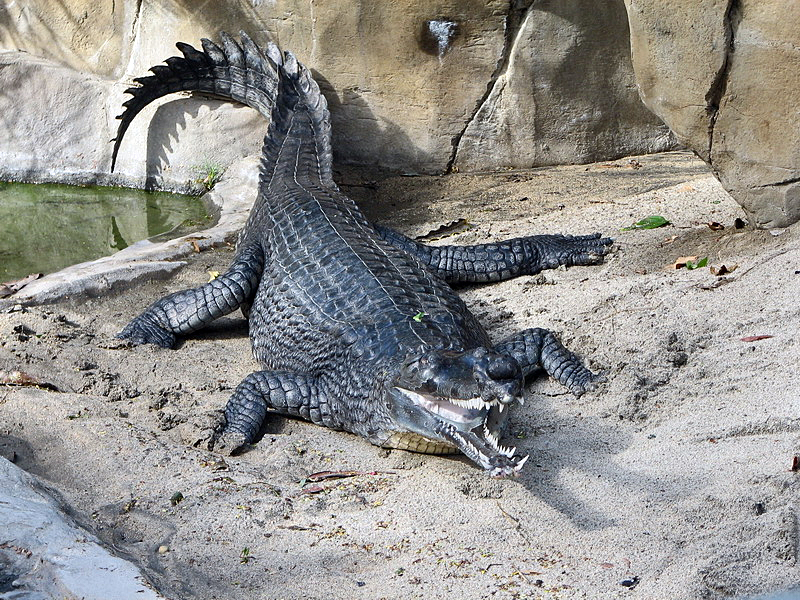
Gavial du Gange

Sa longueur peut atteindre plus de six mètres, soit autant que le crocodile du Nil et le crocodile marin.
Il est reconnaissable à ses mâchoires particulièrement étroites et allongées. Chez les mâles de plus de quatre mètres, la longueur de la protubérance spongieuse sous le museau peut atteindre jusqu'à six fois sa largeur.
Le Gavial du Gange a 29 dents de chaque côté de la mâchoire supérieure et 26 dents de chaque côté de la mâchoire inférieure. II porte des plaques osseuses sur les côtés de la nuque et du dos. C'est le plus adapté à la vie aquatique des crocodiliens. Revers de la médaille, il ne semble pas capable de marcher comme le font les autres membres du groupe lorsqu'ils sortent de l'eau.
Les œufs de gavial sont plus gros que ceux des autres crocodiliens. À l'éclosion, les jeunes mesurent environ 35 cm de long. La taille du jeune gavial augmente en moyenne tous les deux à trois ans d'environ un mètre, dans un milieu sans présence humaine.

### Reproduction
La femelle arrive à maturité sexuelle entre dix et quinze ans lorsqu'elle atteint trois mètres de longueur. À la période de reproduction, durant la saison sèche, de violents combats éclatent fréquemment entre gavials mâles. Puis les couples se forment et gagnent les berges des fleuves. La femelle pond dans le sable une cinquantaine d'œufs dont elle se désintéresse aussitôt.
Elle n'aide pas les petits lors de l'éclosion. Elle ne les transporte pas dans l'eau, qui pourtant, leur procurerait la sécurité. Ce manque de sollicitude est probablement dû à la conformation de son museau, trop effilé et fragile. En revanche, on observe qu'elle donne des soins postnataux à sa progéniture.

## Alimentation
C'est un crocodilien piscivore. Il se nourrit uniquement d'animaux aquatiques. De ce fait, il ne présente pas un danger pour l'homme qui ne fait pas partie de ses proies. Ses très longues mâchoires sont garnies de dents fines et pointues lui permettant de maintenir fermement ses proies glissantes (poissons, amphibiens, crustacés).

## Comportement
Malgré sa taille impressionnante il est généralement inoffensif pour l'homme : sa grande taille et ses dents acérées peuvent être dangereuses mais l'animal n'attaque que pour se défendre et non pour capturer un humain. Il est très sociable. Il passe la plupart de son temps dans l'eau douce, avec un faible débit et une importante végétation.

## Répartition

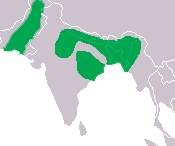
Distribution

Cette espèce se rencontre dans le nord de l'Inde et au Népal. Elle semble éteinte au Pakistan, au Bangladesh, au Bhoutan et en Birmanie.
Originellement, ce gavial pouvait être observé dans les bassins du Gange, de l'Indus, du Brahmapoutre et de la Mahânadî.

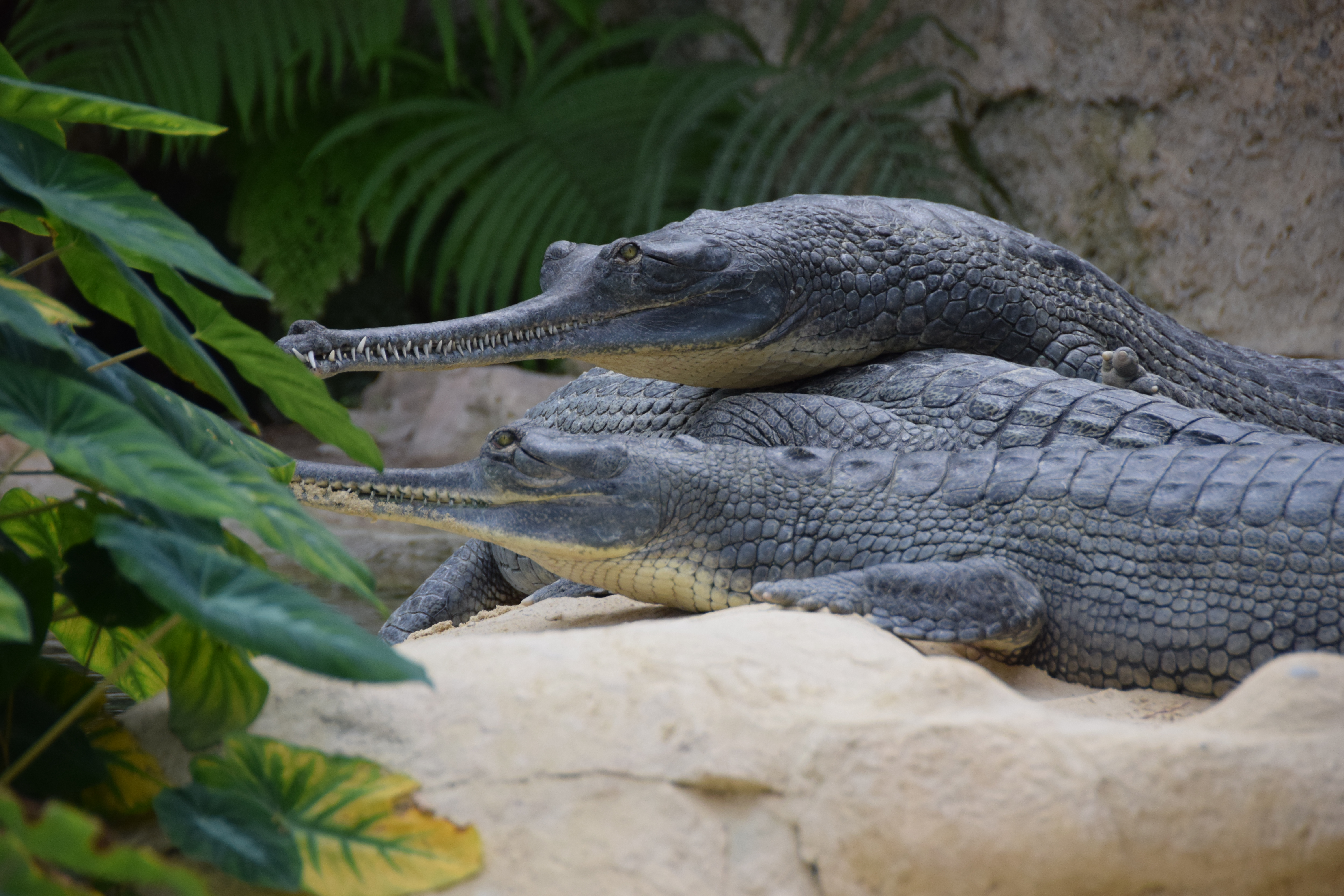
Gavial du Gange (Gavialis gangeticus), Ferme aux crocodiles

## Le gavial et l'homme
Si le gavial du Gange est un animal sacré, que l'on nourrit même près de certains temples, on le chasse de plus en plus aujourd'hui en raison de la qualité de sa peau, très recherchée par les maroquiniers. Il est, de ce fait, en voie de disparition. Cette espèce est également victime de la pêche accidentelle par les pêcheurs. L'accroissement du trafic fluvial ainsi que l'agriculture les ont également désavantagés. Leur nombre a considérablement diminué bien qu'ils soient officiellement protégés en Inde.

### Conservation
Le gavial du Gange est l'une des espèces de crocodile asiatique les plus rares. L'espèce est considérée en danger critique d'extinction.
Autrefois, il fut décimé par une chasse intensive, une destruction de son habitat et par la compétition avec l'humain pour le poisson, qui constitue sa nourriture principale. Au milieu des années 1970, on estime sa population totale à 300 spécimens. Aujourd'hui, on évalue à environ 2 000 le nombre d'individus vivant à l'état sauvage en Inde, dont 1 000 sur la Chambal, mais le gavial reste une espèce menacée d'extinction.
Leur avenir dépend d'une rigoureuse mise en application de la loi et de l'observation de la règlementation restreignant le commerce des peaux. Une autre possibilité serait d'établir des réserves destinées à la reproduction dans des conditions se rapprochant le plus possible de leur habitat naturel.
Il existe peu de spécimens vivant en captivité et, dans la plupart des cas, les conditions n'ont pas été favorables à leur reproduction.

### Élevage conservatoire

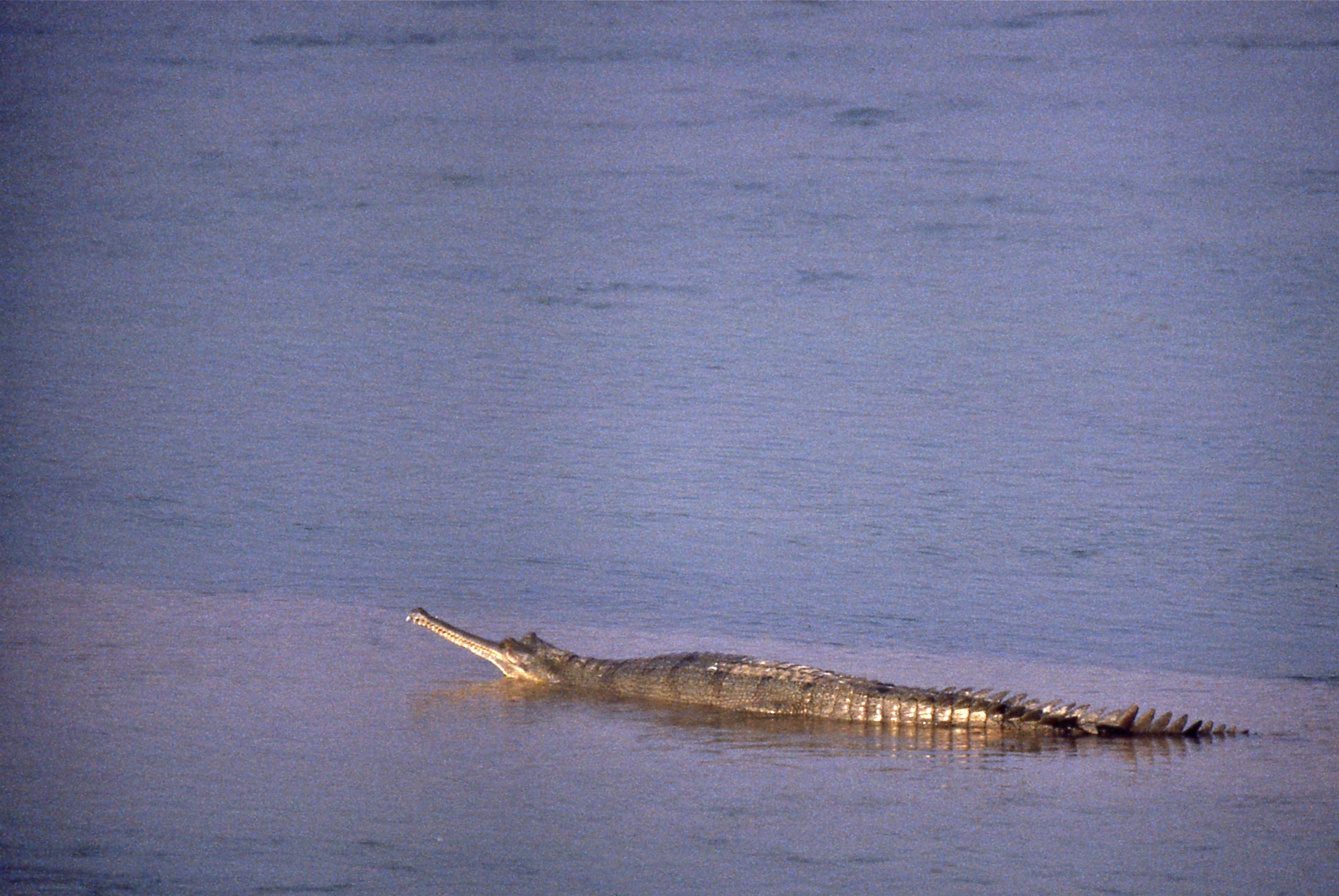
Gavial du Gange (Parc national de Chitawan, Népal, 1996)

Un élevage conservatoire est en cours au Parc national de Chitawan (Népal). Il comptait 16 nids en 1977 après que 300 adultes eurent été libérés. Plus de 5 000 juvéniles ont ensuite été libérés, en grande partie en habitat hostile, dans les cours d'eau indien et népalais et laissés à leur sort. La politique de réintroduction est donc un échec. L'extinction est évitée mais les pressions humaines sur les habitats sont telles que les ressources en poissons disponibles ne peuvent suffire aux gavials.
La Ferme aux Crocodiles, à Pierrelatte (France) est aussi partie prenante dans un projet de protection du gavial du Gange, le Gharial Conservation Project. Celui-ci a consisté à créer une réserve protégée pour réintroduire et permettre la survie de cette espèce menacée au Népal.

## Relation avec lesfaux-gavials
Le Gavial du Gange est reconnu comme la seule espèce du seul genre encore en vie de la famille des Gavialidae. Il existe également des « faux-gavials », le Faux-gavial d'Afrique et le Faux-gavial de Malaisie. 
Ces deux espèces doivent leur nom à leur museau qui ressemble à celui du Gavial, cependant moins long que celui de ce dernier. Comme le Gavial, ces deux espèces sont aussi en voie d'extinction pour les mêmes causes que lui : le braconnage et la surpêche, puisque principalement spécialisés dans la chasse au poisson dans une niche écologique similaire.
Pendant longtemps, ces deux espèces étaient considérées comme appartenant à la famille des Crocodylidae, la famille cousine de celle du Gavial dans le clade des Longirostres (avec celle des Alligatoridae, bien que cette dernière soit plus proche des Crocodylidae et forme avec elle un clade à part, les Brevirostres), mais de récentes études entre 2018 et 2021 ont révélé que seul le Faux-gavial d'Afrique en faisait partie, celui de Malaisie étant en réalité un vrai gavial dans la même famille que celui du Gange, bien que dans une sous-famille différente des Gavialinae, celle des Tomistominae (sous-famille anciennement incluse dans les Crocodylidae déplacée dans les Gavialidae à la suite de l'inclusion du Faux-gavial de Malaisie dans cette dernière). Le Gavial du Gange n'est donc plus le seul représentant de sa famille bien que restant le seul de sa sous-famille. L'inclusion des Tomistominae, et donc de tous ses représentants fossiles, a permis aussi, de fait, de diversifier davantage la famille des Gavialidae, désormais représentée par deux représentants vivants.

## Convergence évolutive
Le Gavial du Gange, le Faux-gavial de Malaisie et le Faux-gavial d'Afrique partagent comme principale similitude un museau plus long et fin que celui des autres espèces de crocodiles, bien que celui du Gavial soit le plus long. Etant dans des familles différentes, cette particularité pourrait s'expliquer par un phénomène de convergence évolutive, dont le résultat est l'acquisition d'un trait caractéristique à plusieurs êtres vivants, non hérité d'un ancêtre commun, mais qui a évolué de façon indépendante. Cependant, il convient de noter que c'est dans la famille des Gavialidae que ce trait fut le plus accentué et poussé à l'extrême dans presque toute son évolution au contraire des autres crocodiliens. 
Ce phénomène a pu être favorisé par le régime alimentaire, car celui de ces trois espèces se compose principalement (uniquement même pour le vrai gavial) de poissons, car leur museau serait trop fragile pour s'en prendre à des créatures plus grosses.

## Publication originale
- Gmelin, 1789 : Caroli a Linné Systema naturae. 13. ed., Tom 1 Pars 3. G. E. Beer, Lipsiae, p. 1033-1516.